# Reality Winner
Reality Leigh Winner (Alice, 4 dicembre 1991) è un'attivista e linguista statunitense, arrestata per la fuga di notizie di un rapporto di intelligence sulle interferenze russe nelle elezioni del 2016 negli Stati Uniti sul sito web di notizie The Intercept.
Il 3 giugno 2017, mentre lavorava presso l'appaltatore militare Pluribus International Corporation, è stata accusata di "rimozione di materiale riservato da una struttura governativa e invio a un organi di stampa". Il materiale in questione ha avuto origine dalla CIA. Il rapporto ha suggerito che gli hacker russi hanno avuto accesso ad almeno un fornitore statunitense di software per il voto. Per due volte negata la cauzione di buona condotta, Winner è stata detenuta nel carcere della contea di Lincolnton in Georgia. Il 23 agosto 2018, Winner è stato condannata a cinque anni e tre mesi di carcere in virtù di un patteggiamento. Dal maggio 2019 è detenuta presso il Federal Medical Center di Carswell a Fort Worth in Texas.
Una campagna Stand with Reality è stata creata dai rappresentanti di Courage to Resist, Electronic Frontier Foundation e Freedom of the Press Foundation con l'obiettivo di "sensibilizzare l'opinione pubblica" per garantire che Reality Winner riceva un giusto processo. Billie Winner-Davis, madre di Reality Winner, ha esortato il pubblico a partecipare a questa campagna. Sono state sollevate preoccupazioni per il fatto che Intercept ha esposto la sua fonte e ha contribuito al suo arresto a causa dell'uso improprio del materiale ricevuto.

## Biografia

### Infanzia e istruzione
Winner è cresciuta a Kingsville in Texas e si è laureata nel 2010 alla H.M. King High School dove ha imparato l'arabo e ha giocato nelle squadre di calcio e tennis.

### Carriera
Winner ha prestato servizio nella United States Air Force dal 2010 al 2016, raggiungendo il grado di aviere capo con il 94° Intelligence Squadron. Dopo due anni di addestramento linguistico e di intelligence, è stata inviata al Fort George G. Meade in Maryland. Ha lavorato come linguista crittologo, parlando correntemente la lingua persiana e la lingua dari, il dialetto persiano parlato in Afghanistan, così come la lingua pashtu. Assegnata al programma drone, ha ascoltato le intercettazioni di comunicazioni straniere per fornire informazioni alle forze statunitensi. Winner ha ricevuto la medaglia Air Force Commendation per aver "aiutato a catturare 650 nemici, a uccidere 600 nemici in azione e a identificare 900 obiettivi di alto valore".
Un mese dopo essere stata congedata con onore dall'Aeronautica Militare nel novembre 2016, Winner si è trasferita a Augusta in Georgia, dove ha insegnato in uno studio yoga e in una palestra CrossFit. Ancora in possesso di un nullaosta di sicurezza top-secret Winner è stata poi assunta da Pluribus International Corporation, una piccola azienda che fornisce servizi in appalto alla National Security Agency. Il 13 febbraio 2017, Pluribus la incaricò di lavorare a Fort Gordon, una postazione dell'esercito americano vicino ad Augusta, dove un tempo era stata di stanza mentre era nell'aviazione militare. Assegnata a tradurre dal persiano i documenti relativi al programma aerospaziale iraniano, Winner è stata dipendente della Pluribus al momento del suo arresto per divulgazione non autorizzata di documenti classificati.
L'11 febbraio 2017, appena due giorni prima di iniziare a lavorare come appaltatrice della NSA, ha scritto sul suo account Twitter che "il più pericoloso ingresso in questo paese è stato il fascista arancione che abbiamo lasciato entrare alla Casa Bianca". Ha descritto il presidente Donald Trump come "un orangotango rosso senza anima" sulla sua pagina Facebook. Prima delle elezioni presidenziali negli Stati Uniti d'America del 2016, ha postato: "Di positivo, questo martedì, quando diventiamo gli Stati Uniti della Federazione Russa, il sollevamento olimpico sarà lo sport nazionale".

### Fuoriuscita di un rapporto dei servizi segreti, arresto e condanna
Winner è stata arrestata il 3 giugno 2017. Il Dipartimento di Giustizia degli Stati Uniti ha annunciato il suo arresto il 5 giugno, poco dopo che The Intercept ha pubblicato un articolo che descrive i tentativi russi di interferire con le elezioni presidenziali del 2016 attraverso un hacking di un fornitore di software di voto statunitense e l'invio di spear-phishing a più di 100 funzionari elettorali locali pochi giorni prima delle elezioni dell'8 novembre. La notizia di The Intercept era basata su una informazione classificata. Il 5 maggio 2017 il documento della National Security Agency (NSA) è trapelato loro in forma anonima.
The Intercept aveva contattato la NSA il 30 maggio e inviato copie dei documenti per confermarne la veridicità. La NSA ha informato l'FBI della situazione il primo giugno. Secondo il reportage pubblicato su VICE, un rapporto ufficiale dell'FBI ha notato che i documenti "sembravano piegati e/o sgualciti, suggerendo che fossero stati stampati e trasportati a mano fuori da uno spazio protetto".  Successivamente, l'NSA ha fatto un controllo interno che ha confermato che Winner era uno dei sei lavoratori che avevano accesso a quei specifici documenti sul suo sistema classificato, ma solo il computer di Winner era stato in contatto con The Intercept utilizzando un account di posta elettronica personale. Il 3 giugno l'FBI ha ottenuto un mandato di perquisizione dei dispositivi elettronici di Winner ed è stata arrestata. Sia i giornalisti che gli esperti di sicurezza hanno suggerito che la gestione di The Intercept della notizia, che ha incluso la pubblicazione inalterata dei documenti, compresa la steganografia di stampa, è stata utilizzata per identificare Winner come la whistleblower.
Quando la sua casa è stata perquisita, Winner aveva un AR-15 rosa, una Glock 9mm e un fucile da caccia calibro 15. Ha dichiarato che "non stava cercando di essere un Snowden o chiunque altro". Gli agenti federali hanno anche trovato il suo diario, in cui avrebbe espresso sostegno ai leader Talebani e a Osama bin Laden. Il magistrato che ha presieduto l'udienza della cauzione del vincitore ha detto: "Sembra avere un fascino per il Medio Oriente e il terrorismo islamico" e ha citato il suo scritto: "È una visione cristiana avere uno stato islamico fondamentalista". Tuttavia, ha detto una delle procure all'udienza per la cauzione: "Il governo non suggerisce in alcun modo che l'imputata sia diventata jihadista o che sia una simpatizzante talebana".
Julian Assange, il fondatore di WikiLeaks, ha invitato a sostenere Winner offrendo una ricompensa di 10 000 dollari per le informazioni su un giornalista di The Intercept che avrebbe aiutato il governo degli Stati Uniti a identificare Winner come il whistleblower. Assange ha scritto su Twitter che "Winner non è un Clapper o un Petraeus con "immunità d'élite". È una giovane donna contro il muro per aver parlato con la stampa".
Winner è stato incriminata di "rimozione di materiale classificato da una struttura governativa e invio a un organo di stampa". L'8 giugno 2017, si è dichiarata non colpevole di "detenzione intenzionale e trasmissione di informazioni sulla difesa nazionale" e le è stata negata la possibilità di cauzione di buona condotta. I pubblici ministeri hanno affermato che potrebbe essere stata coinvolta in altre fughe di informazioni classificate e potrebbe tentare di fuggire dal paese se rilasciata. Gli avvocati del Dipartimento di Giustizia degli Stati Uniti hanno anche sostenuto che il suo team di difesa non dovrebbe essere autorizzato a discutere di informazioni classificate, anche se si tratta di notizie pubblicate dai media. Nel 2019 The Guardian ha paragonato il caso di Winner a quelli di Daniel Everette Hale e di Henry Kyle Frese.
Il 29 agosto 2017 gli avvocati di Winner hanno presentato una richiesta al tribunale distrettuale degli Stati Uniti per cancellare le sue dichiarazioni alle forze dell'ordine, sostenendo che a Winner non è stata letto il Miranda warning prima di essere interrogata dall'FBI il 3 giugno. Il 5 ottobre 2017 il giudice Brian Epps ha negato una seconda richiesta di cauzione da parte dei suoi avvocati difensori. Nel dicembre 2017, The Intercept ha riferito che il team di difesa di Winner è autorizzato a discutere il caso con lei, compresi gli aspetti classificati, in una "struttura informativa sensibile e compartimentata". First Look Media, la società madre di The Intercept, ha contribuito a finanziare la sua difesa legale e nel settembre 2020 stava ancora pagando le sue spese legali.
Il 31 gennaio 2018 la Corte d'Appello degli Stati Uniti ha confermato un'ordinanza del tribunale di primo grado che impediva a Winner di pagare una cauzione, stabilendo che nessuna condizione avrebbe ragionevolmente assicurato la sua presenza al processo, assicurando così la sua permanenza in carcere fino al processo che sarebbe dovuto iniziare il 15 ottobre 2018.
Il 21 giugno 2018, Winner ha richiesto al tribunale di consentirle di modificare la sua dichiarazione di colpevolezza e il 26 giugno si è dichiarata colpevole per un capo d'accusa, ovvero la trasmissione di informazioni della difesa nazionale. L'accordo di patteggiamento di Winner con i procuratori prevede una pena carceraria di cinque anni e tre mesi, seguita da tre anni di libertà vigilata. Il 23 agosto 2018, presso un tribunale federale in Georgia, Winner è stata condannata a cinque anni e tre mesi di carcere per aver violato l'Espionage Act. I procuratori hanno dichiarato che la sua condanna è stata la più lunga sentenza mai pronunciata dal tribunale federale per la divulgazione non autorizzata di informazioni governative ai media. Secondo quanto riportato dal The New York Times "In base al patteggiamento, Winner sarà trasferita al centro medico del Federal Bureau of Prisons di Carswell, dove potrà ricevere cure per la bulimia ed essere relativamente vicina alla sua famiglia". Dal 31 agosto è rimasta nel carcere della contea di Lincoln in attesa del trasferimento.
Il 24 agosto, il presidente Trump ha twittato: "Ex contractor della NSA trascorrerà 63 mesi in carcere per informazioni "classificate". Caspita, queste sono "piccole patate" rispetto a quello che ha fatto Hillary Clinton! Così ingiusto Jeff, doppio standard". Winner ha espresso apprezzamento per il suo sostegno, dicendo: "Non posso ringraziarlo abbastanza". Il 31 agosto, Winner ha detto che chiederà a Trump la clemenza a seguito del suo tweet, e che il suo team legale stava già lavorando alla sua richiesta di grazia.
Il 24 aprile 2020 un giudice federale ha respinto la richiesta di Winner di commutare i rimanenti 19 mesi della sua condanna di 63 mesi e di essere rilasciata ai domiciliari a causa della pandemia di COVID-19 del 2019-2021. L'avvocato di Winner ha sostenuto che la sua storia di malattie respiratorie e il suo sistema immunitario compromesso dalla bulimia la rendono altamente vulnerabile al virus. Due detenuti sono risultati positivi prima di essere trasferiti al centro medico federale dove (ai sensi del suo accordo di patteggiamento del giugno 2018) Winner è ricoverata per soddisfare le sue esigenze particolari e sono stati immediatamente messi in quarantena e non sono mai entrati nella popolazione carceraria. Il governo ha insistito sul fatto che il Bureau of Prisons "ha intrapreso un'azione drastica per mitigare il pericolo e sta prendendo provvedimenti attenti per proteggere la salute dei detenuti e dei membri del personale del BOP". Il giudice ha ritenuto che Winner non ha esaurito i suoi ricorsi amministrativi presso il BOP, che ha l'autorità esclusiva di concedere la sua liberazione per motivi umanitari.
Il 20 luglio 2020 è stato riportato che Winner aveva contratto COVID-19. Il 13 settembre Winner si stava riprendendo dal coronavirus, sebbene soffrisse ancora di mancanza occasionale di respiro.
Il 2 giugno 2021 Winner è stata trasferita dalla prigione ad una struttura di reinserimento. Secondo Alison Grinter Allen, l'avvocato di Winner, ha lasciato la prigione in anticipo per via della sua "buona condotta" e non per via di una grazia.

## Nella cultura di massa
Nel 2019 Tina Satter ha messo in scena l'opera teatrale Is This a Room, basato sulla trascrizione dell'interrogatorio di Winner da parte dell'FBI. Is This a Room è stato presentato in anteprima olandese al Noorderzon Festival 2019 di Groninga nei Paesi Bassi ed è stato ulteriormente presentato a New York City al Vineyard Theatre più tardi nello stesso anno. Nel 2022 è stata annunciata la produzione di Reality, adattamento cinematografico dello spettacolo teatrale diretto sempre da Tina Satter, con protagonista Sydney Sweeney, uscito nel 2023 su HBO. Un estratto da Is this a Room è andato in onda nell'episodio del 13 marzo 2020 di This American Life.
Nel dicembre 2019 è stata annunciata la produzione di Winner, film biografico diretto da Susanna Fogel, uscito nel 2024 con protagonista Emilia Jones.
Un documentario, United States vs. Reality Winner, diretto da Sonia Kennebeck, è stato presentato al South by Southwest nel marzo 2021.